# Balthasar de Monconys
Balthasar de Monconys, francoski diplomat, zdravnik in uradnik, * 1611, † 1665.